# نیایشگاه بودایی سمپور
نیایشگاه بودایی سمپور در ناحیه نوگان بنگلادش یکی از مشهورترین ویهارا آیین بودایی در شبه قاره هند و یکی از سایت‌های باستان‌شناسی مهم در کشوراست.
این مکان در سال ۱۹۸۵ در میراث جهانی یونسکو به ثبت رسید.

## نگارخانه

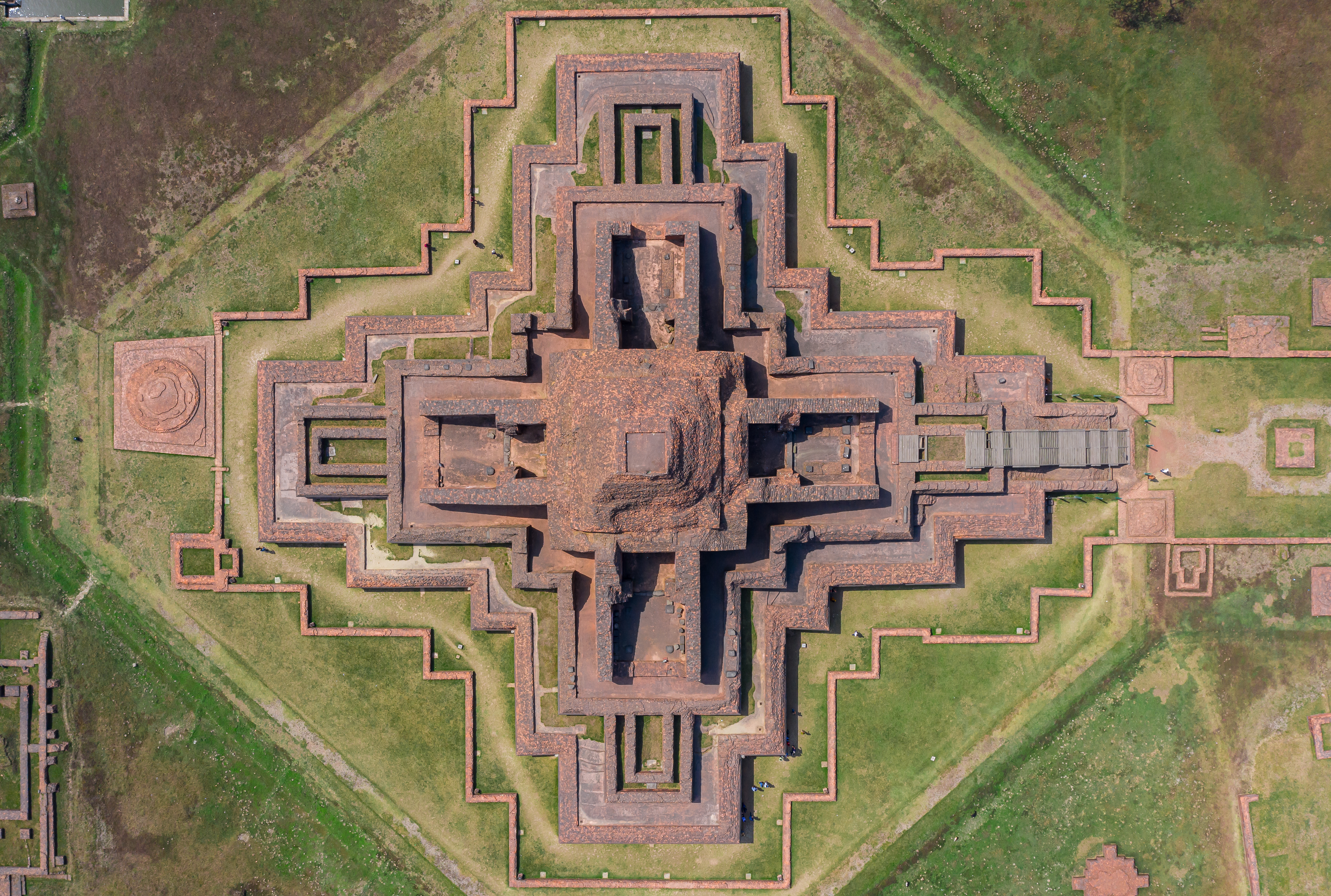
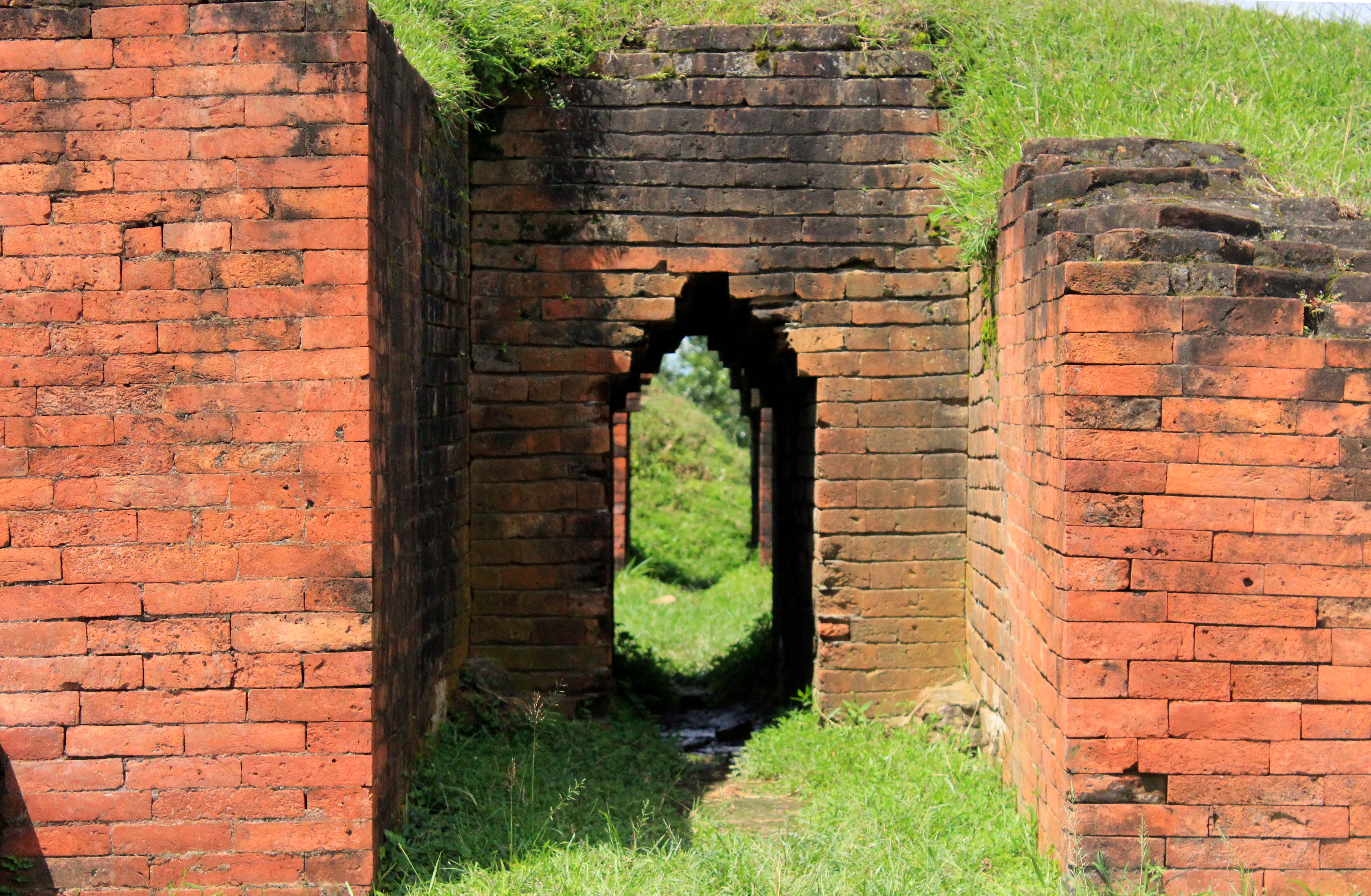
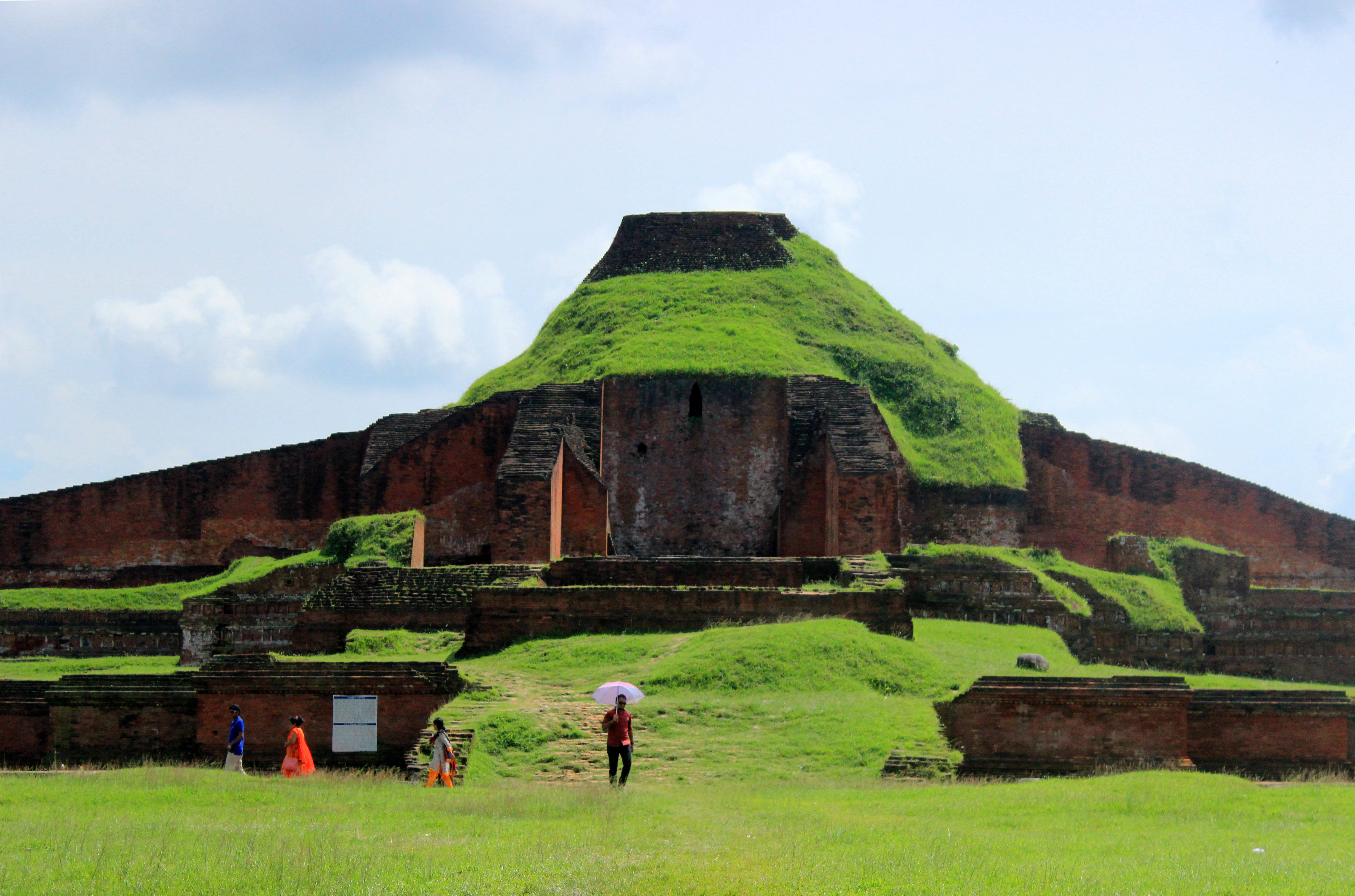
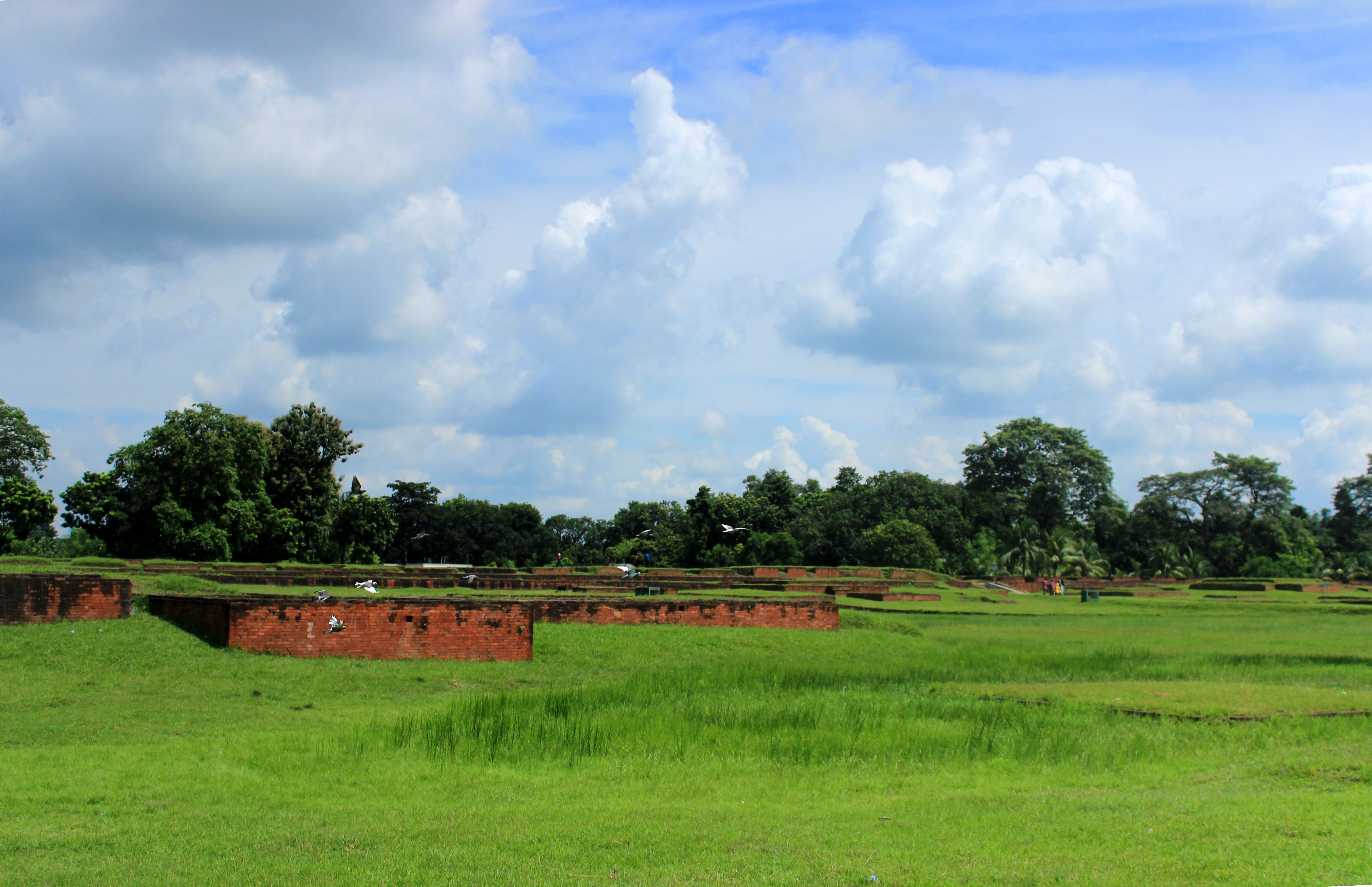
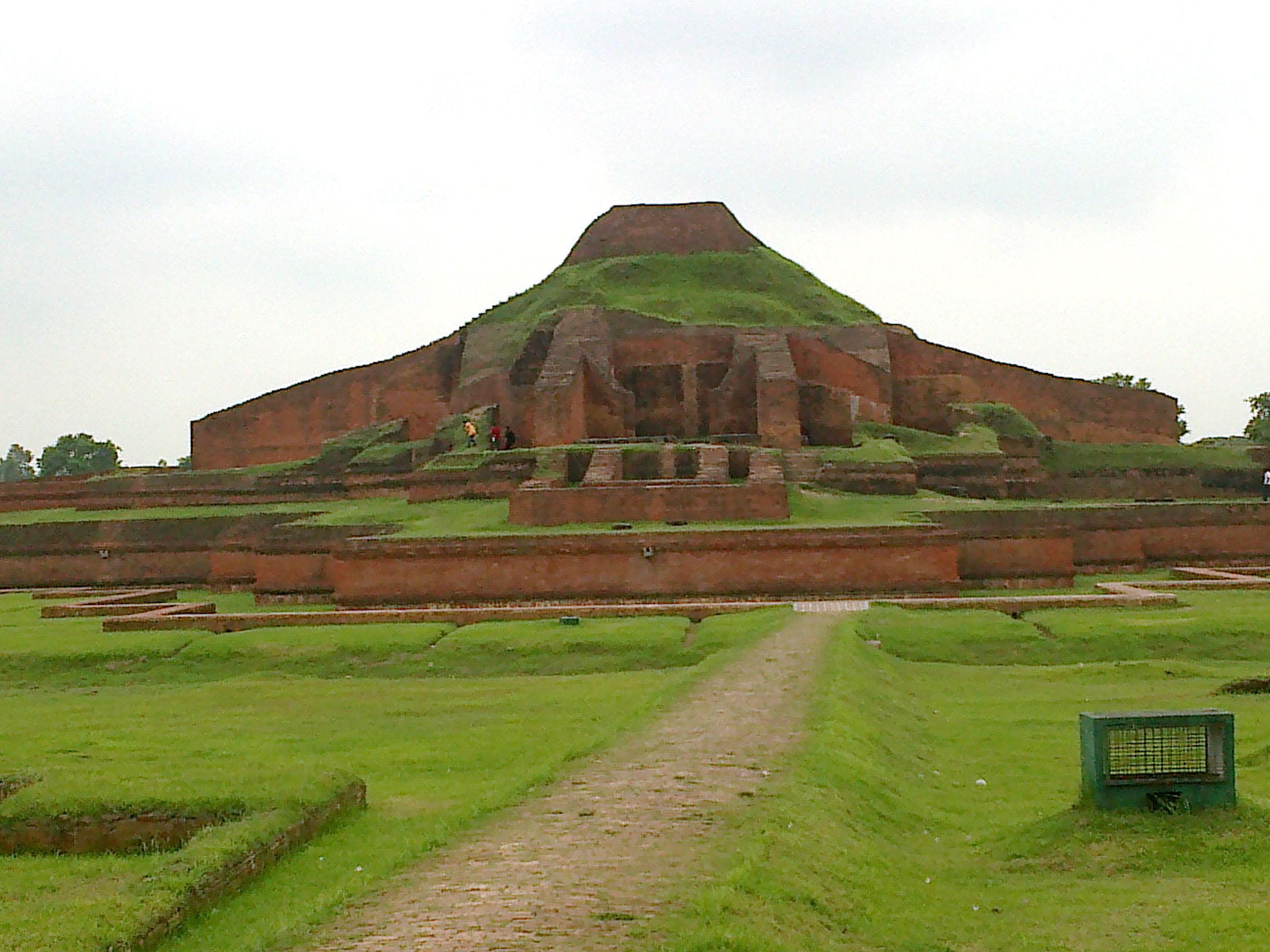
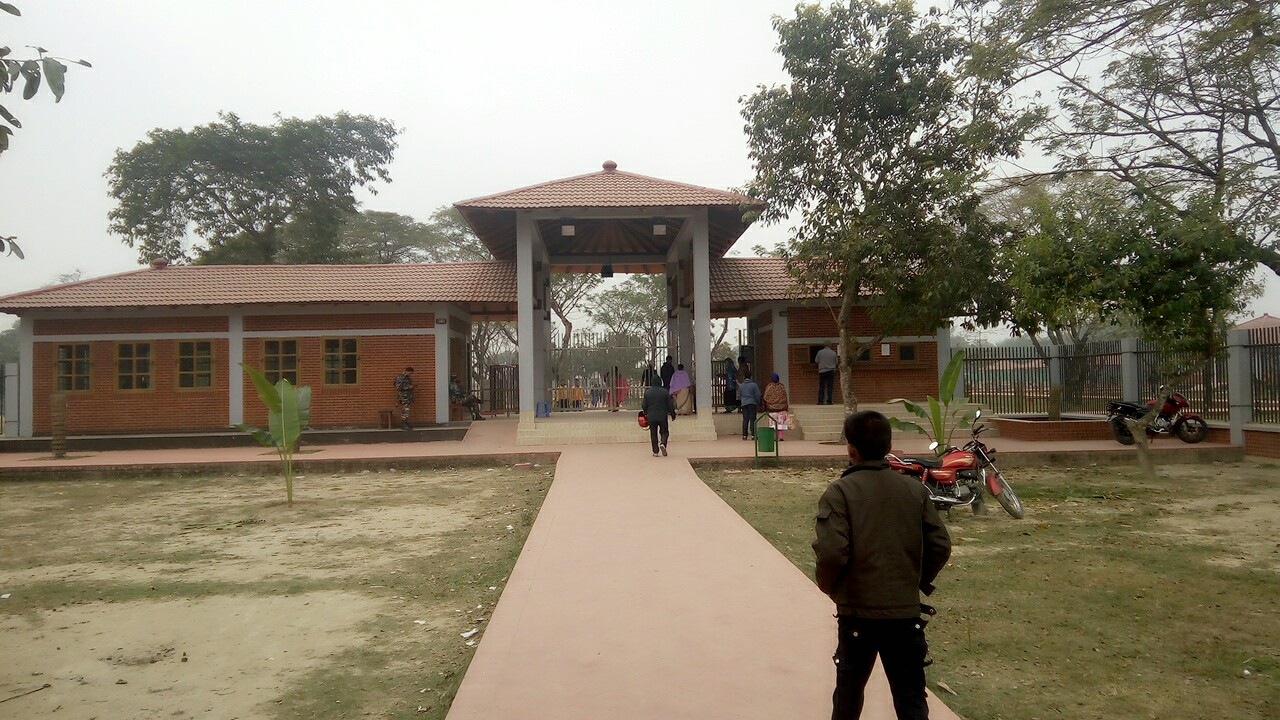
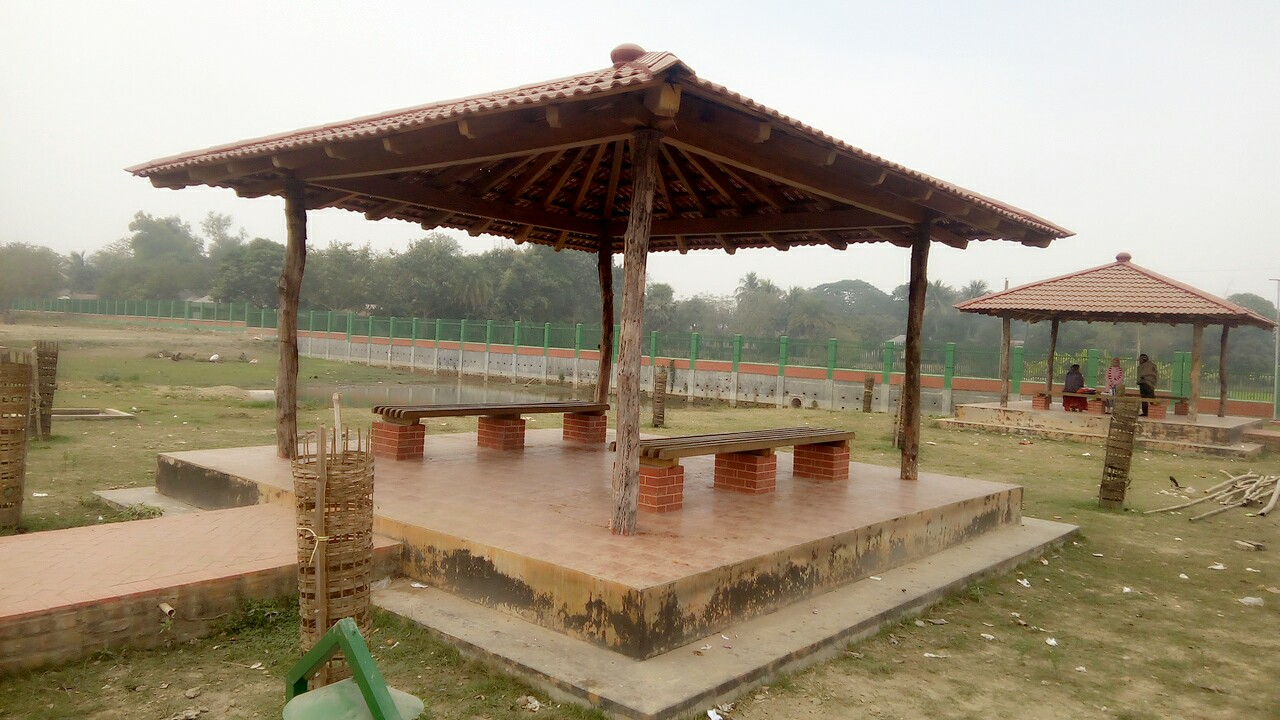
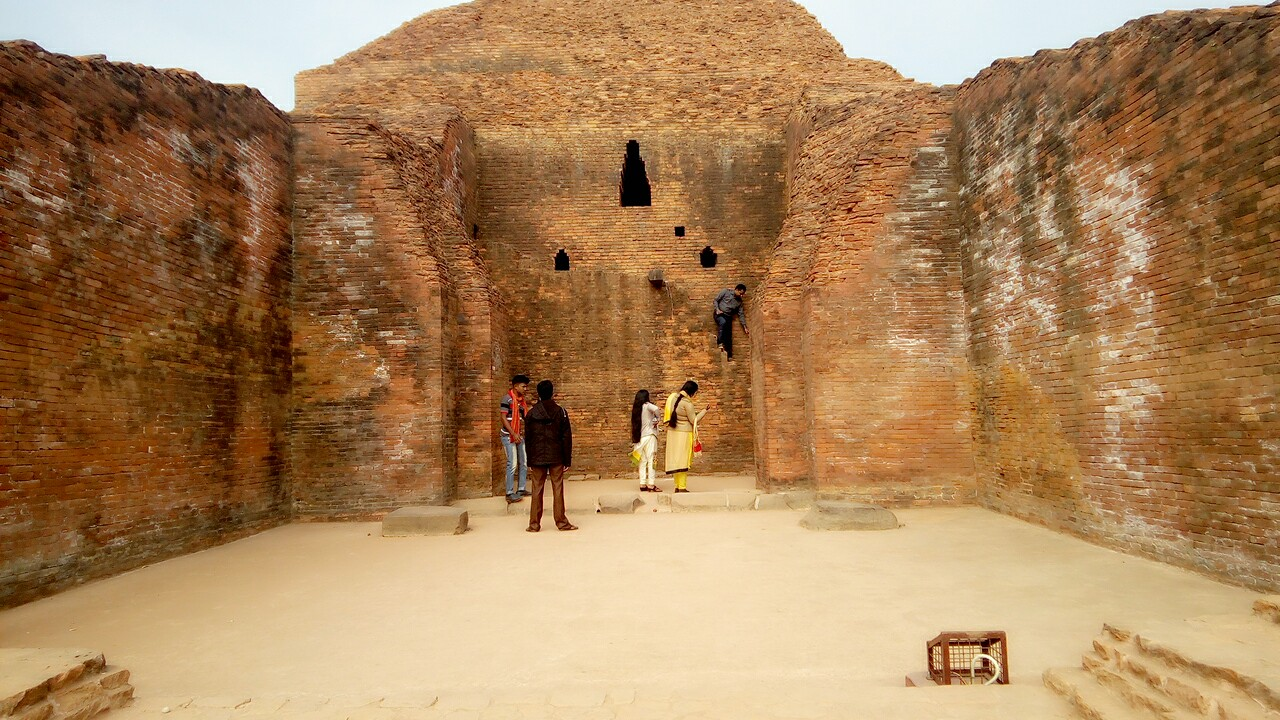